# 恩史瓦帝三世國際機場
恩史瓦帝三世國際機場（King Mswati III International Airport）是位於史瓦帝尼的機場，於2003年起建設，耗資1.5億美元。中華民國政府出資2,200萬美元協助興建。
這是恩史瓦帝三世國王投資10億美元的千年項目投資倡議的一部分，旨在提升史瓦濟蘭作為旅遊勝地的地位，作為斯威士蘭狩獵公園、維多利亞瀑布、馬普托、克魯格國家公園和夸祖魯-納塔爾野生動物保護區的旅遊門戶。然而，自1980年以來，它一直在繪圖板上，從那時起，克魯格姆普馬蘭加國際機場開放，馬普托和德班機場升級。由於Sikhupe在Hlane野生動物園附近，也有環境問題，可能會使稀有的鷹和禿鷹受到威脅。
恩史瓦帝三世國王國際機場計劃在啟用後取代馬沙霸機場，後者將被軍方接管。
儘管國際航空運輸協會尚未獲得運營許可，但恩史瓦帝三世國際機場於2014年3月7日正式啟用。服務於2014年9月30日開始。

## 航空公司與航點
| 航空公司                              | 目的地     |
| ------------------------------------- | ---------- |
| 斯威士蘭航空（SA） 由南非连接航空營運 | 約翰尼斯堡 |